# Spilarctia inexpectata
Spilarctia inexpectata là một loài bướm đêm thuộc phân họ Arctiinae, họ Erebidae.